# 55212 Yukitoayatsuji
55212 Yukitoayatsuji è un asteroide della fascia principale. Scoperto nel 2001, presenta un'orbita caratterizzata da un semiasse maggiore pari a 2,9367193 UA e da un'eccentricità di 0,0807501, inclinata di 3,00164° rispetto all'eclittica.